# Zanthoxylum piperitum
Японський перець (Zanthoxylum piperitum) — це листяний ароматний остистий чагарник або невелике дерево з родини цитрусових і рутових, що походить з Японії та Кореї.

## Назва
Він називається сансьо (山椒) в Японії та чопі (초피) в Кореї. І листя, і плоди (горошини перцю) використовуються в цих країнах як ароматичні та смакові добавки. Він тісно пов'язаний з китайським сичуаньським перцем, який походить від рослин того ж роду.

## Поширення
Його природний ареал охоплює від Хоккайдо до Кюсю в Японії, південні частини Корейського півострова і материковий Китай.

## Опис

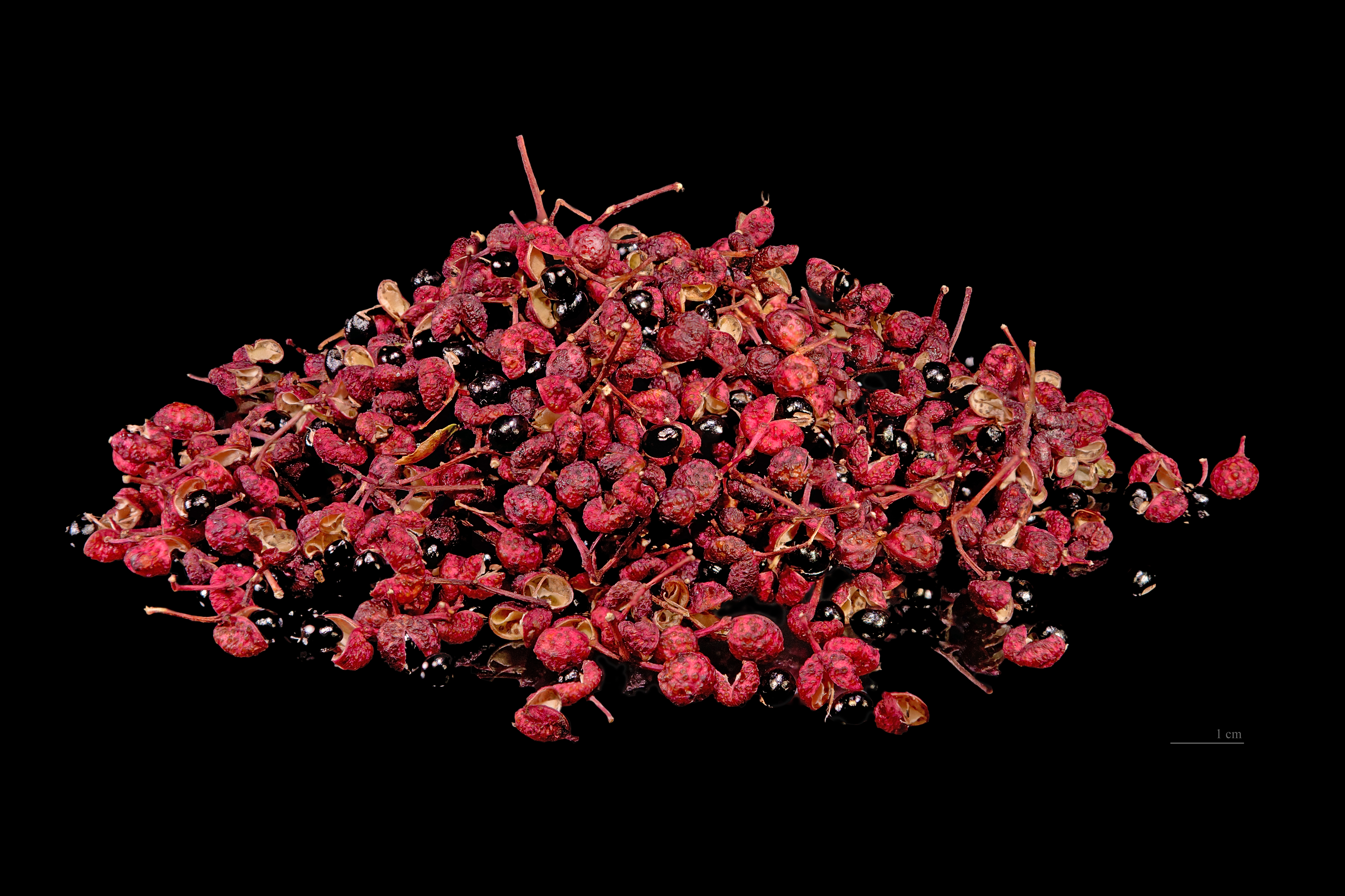
Плід і насіння

Рослина належить до родини цитрусових і рутових, Rutaceae.
Цвіте дерево з квітня по травень, утворюючи пазушні суцвіття, близько 5 мм, жовто-зеленого кольору. Це дводомна рослина, і квіти чоловічої рослини можна споживати як hana-sanshō, тоді як жіночі квіти дають ягоди або горошини перцю приблизно 5 мм. Восени ці ягоди дозрівають, стають червоними і лопаються, розкидаючи всередині чорні насіння.
На гілці ростуть пари гострих шипів і листя з непарно-перисто-складними листками , розташованими по черзі, з 5〜9 парами яйцеподібних листочків  із злегка зазубреними краями.
Це рослина-хазяїн для японського місцевого виду метелика-махаона, цитрусового метелика Papilio xuthus, який також поширився на Гаваях.
Хімічний аналіз показав, що насіння містить надзвичайно високі концентрації модифікованих цукром похідних (глюкозидів) N-метилсеротоніну та N, N-диметилсеротоніну, також відомих як буфотенін.

## Культивування
У Японії префектура Вакаяма вирощує 80 % для внутрішнього споживання. Арідаґава, Вакаяма, вирощує особливий сорт під назвою budō sanshō («виноград сансьо»), який дає великі плоди та грона, схожі на виноградне гроно. Сорт без шипів, Асакура саншо, отримав свою назву від місця походження, району Асакура, нині у Ябу.

## Використання

### Кулінарний
Японський перець тісно пов'язаний із сичуаньським перцем Китаю, і вони мають один рід. 

#### Японська кухня

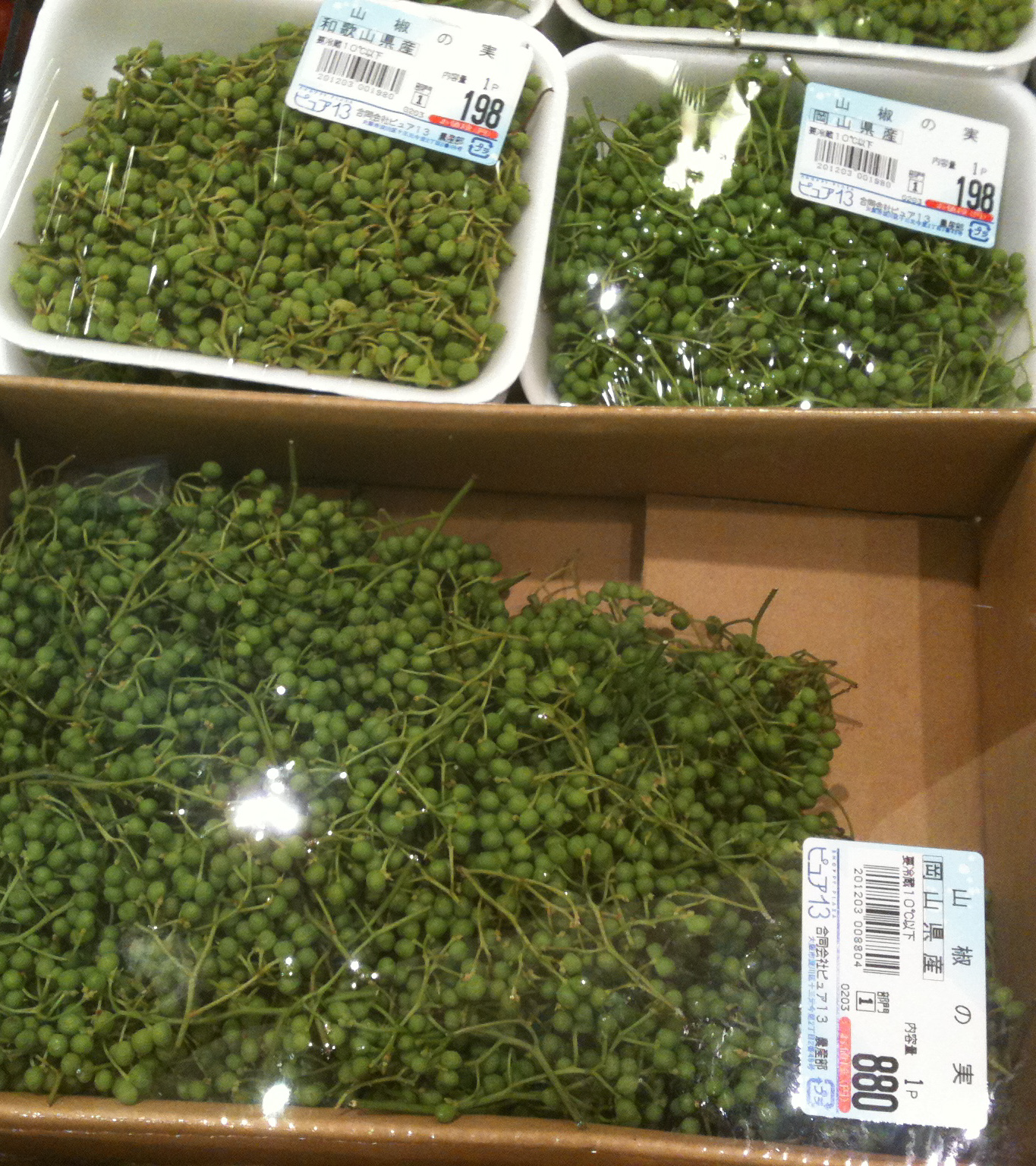
Свіжий зелений японський перець у супермаркеті в Японії

Подрібнені зрілі фрукти («горошини перцю» або «ягоди»), відомі як «японський перець» або kona-zanshō (粉ざんしょう) є стандартною спецією для посипання страви кабаякі–унагі (смажений вугор). Це також один із семи основних інгредієнтів суміші спецій під назвою шичімі, яка також містить червоний перець чилі.  Дрібно мелений японський перець, kona-zanshō, зараз зазвичай продається в герметичних пакетах, а окремі розміри порцій включені в пакети для розігрівання та подачі смаженого вугра.

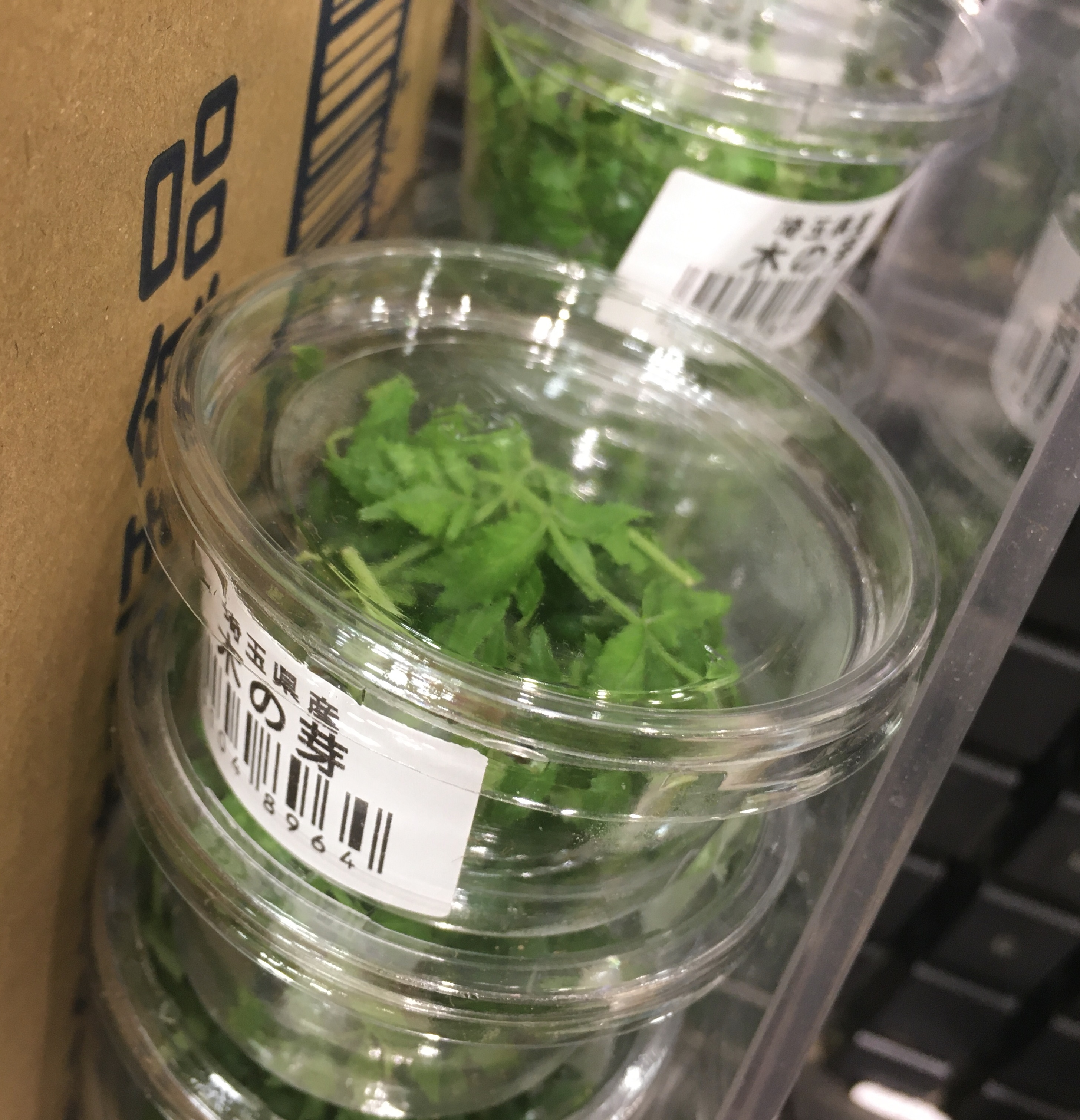
Молоде листя на продаж в Токіо

Молоде листя та пагони, вимовляється кі-но-ме  або ко-но-ме (木の芽) віщує весняний сезон і часто прикрашає смажену рибу та супи. Вони мають особливий смак, який не всім подобається. Традиційно листок кладуть між стиснутими долонями і плескають, це нібито служить для виділення аромату.  Молоде листя подрібнюють і змішують із місо за допомогою сурібачі (ступки), щоб зробити пасту, свого роду соус песто, а потім використовують для приготування різних аемоно (перемішаних салатів). Його можна додати до свіжих пагонів бамбука, але соус можна додати в сашимі, молюски, кальмари або інші овочі, такі як тара-но-ме (пагони аралії).
Незрілі зелені ягоди називаються ao-zanshō, їх можна бланшувати й посолити або тушкувати в соєвому соусі до темно-коричневого цукудані, який їдять як приправу.  Ягоди також доступні як шою-дзуке, які просто замочують у соєвому соусі. Ягоди також готують з мальками риби і приправляють соєвим соусом.
Існує також десерт з рисових коржів, приправлений меленим японським перцем.
У центральній і північно-східній Японії також існує нелипкий рисовий пиріг типу кондитерських виробів під назвою гохеймочі, який поливається пастою на основі місо та смажиться на грилі, іноді використовується японський перець як смакова добавка до місо. Також продаються араре, закуски та солодкі саншомочі.

#### Корейська кухня

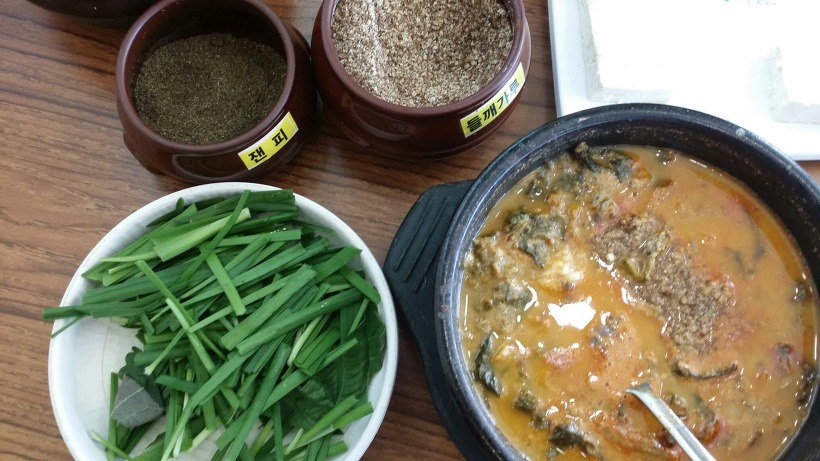
Чюео-тан (суп), подається з порошком чопі, порошком перилли та часниковою цибулею

Як сама рослина, так і її плоди (або горошини перцю), відомі як чопі (초피), використовується в південних частинах Кореї, де рослина широко культивується та споживається.
До появи перцю чилі з Нового Світу, що призвело до створення пасти чилі кочуджан, корейці використовували пасту джан, приправлену чопі та чорним перцем.
У південнокорейській кухні сушені та подрібнені фрукти чопі використовуються як приправа до різноманітних страв, таких як чуео-танг (суп), меун-танг (гостре рибне рагу) і хе (сира риба).
Молоде листя рослини, зване чопі-сан (초피순), використовуються як кулінарна трава або овоч намул у південнокорейській кухні. Листя також їдять маринованими як джангаджі, смажать на сковороді, щоб зробити бучімгае (млинці), або смажать у фритюрі як оладки, такі як твігак і бугак. Іноді листя чопі додають до суміші анчоусів і солі для приготування рибного соусу з травами, який називається чопі-екджот .

### Реміснича робота
В Японії з товстої деревини дерева традиційно виготовляють вузлувату грубо оброблену дерев'яну товкачку (сурікогі) для використання з сурібачі.  Хоча сурікогі з деревини сансьо сьогодні менш поширені, вони надають витонченого смаку їжі, подрібненій з ними.